# 김인식 (작곡가)
김인식(金仁湜, 1885년 ~ 1963년)은 1905년 학도가를 작사·작곡한 작곡가이다. 학도가는 한국 최초의 양악곡이며, 이로써 김인식은 한국 최초의 양악곡 작곡가이기도 하다.

## 생애
1885년 평양에서 태어났지만 5남중에는 넷째로 태어났는데 첫번째 형과는 10살 터울, 두번째 형과는 4살 터울, 세번째 형과는 2살 터울, 남동생과는 3살 터울이라고 한다. 1896년 무렵에 기독교 예배당에 다니면서 창가(唱歌)류를 부르면서 서양 음악을 알게 되었다.
1901년에 숭실중학에 들어가 서양 선교사를 따라다니며 음악 공부를 하였으며, 선교사 헌트 부인과 정의여학교 교장이었던 스눅 여사에게서 성악을 배웠다. 그는 선교사의 집에서 악보를 베껴서 공부했다. 그의 재능은 성악과 오르간에 이어 바이올린에도 미쳤다.
1905년 평양 서문 밖 소학교에서 연합 운동회가 열렸을 때 학생들이 부르도록 하려고 학도가(學徒歌)를 작곡하였다. 그 뒤 표모가(漂母歌), 애국가, 전진가, 국기가 등도 작곡하였다.
숭실중학을 졸업한 뒤 최초의 음악 전문 교육기관인 조양구락부(調陽俱樂部)에 단 한 명의 양악부 교사로 초빙되었다. 그곳에서 그가 가르친 제자 가운데 유명한 사람으로는 이상준, 홍난파 등이 있다. 또한 수많은 기독교 찬송가를 작사하기도 했으며, 서울 종교교회에서는 한국 최초로 합창대를 조직하기도 했다.
1963년 대구의 아들 집에서 향년 79세의 일기로 별세했다.

## 일화
김인식에 관한 일화로는 숭실학교 기숙사에서 오르간을 치다가 쫓겨난 일, 바이올린을 혼자 조율하여 연주한 일, 애국가 작사자로 알려진 일 등이 유명하다.

### 기숙사에서 쫓겨난 일
한번은 숭실학교 기숙사에서 지내다가 오르간을 치다가 쫓겨나기도 했다. 김인식과 친구들은 처음에는 열심히 오르간을 쳤으나 주위의 눈총 때문에 다들 그만두고 김인식 혼자만 치게 되었다. 오르간을 독차지한 그는 밤이고 낮이고 시간만 나면 오르간을 쳤고, 결국 공동시설인 기숙사의 다른 학생들이 진정을 내어 쫓겨나고 말았다.

### 바이올린 조율
처음으로 바이올린을 사게 된 김인식은 자기 나름대로 조율하고서 사흘 만에 찬송가 곡을 능숙하게 연주하여 주위 사람들을 놀라게 했다.

### 애국가의 작사자
김인식은 한때 애국가의 작사자로 알려지도 했다. 김인식의 고백에 따르면, 김인식은 애국가 1절을 작사하였다.
1950년대 초 브리태니커에서 애국가의 작사자에 대해 한국 정부에 문의하였는데, 그때 서양 음악이 한국에서 처음 작사·작곡되던 초창기에 활동한 김인식이 애국가를 작곡하지 않았겠느냐는 의견이 나왔다. 그러자 이모라는 어떤 사람이 대구에 살고 있던 김인식을 찾아가 묻자, 김인식은 성경에 손을 얹고 대답하기를, 애국가의 1절은 그가 지었다고 말했다고 한다.

## 참고 자료
- 김은신 (1995년 11월 1일). 〈작곡가/운동회 때 학생들을 위해 작곡〉. 《이것이 한국 최초》. 삼문. ISBN 9788985407359.